# Cladoniaceae
Cladoniaceae is een botanische naam voor een familie van korstmossen behorend tot de orde Lecanorales. Het typegeslacht is Cladonia.

## Geslachten
De familie bestaat uit de volgende 21 geslachten:
1. Calathaspis
2. Carassea
3. Cetradonia
4. Cladia
5. Cladonia
6. Gymnoderma
7. Hertelidea
8. Heteromyces
9. Metus
10. Myelorrhiza
11. Notocladonia
12. Pilophorus
13. Pulchrocladia
14. Pycnothelia
15. Rexiella
16. Sphaerophoropsis
17. Squamarina
18. Squamella
19. Stereocaulon
20. Thysanothecium
21. Xyleborus